# دارين لحود
دارين لحود (بالإنجليزية: Darin LaHood) (و. 1976 – م) هو محام، سياسي من الولايات المتحدة الأمريكية .